# Crótalos (afinados)
{{ficha de instrumento musical
Los crótalos son un instrumento de percusión de la familia de los idiófonos, de altura determinada. Consiste en un juego de pequeños platillos suspendidos afinados cromáticamente.
El rango más común es de una octava (muy raramente de dos). El juego más frecuente es el que va del Do7 al Do8. Menos corriente es el que va del Do6 al Do7. Un juego de dos octavas (lo menos frecuente) englobaría los dos juegos anteriores consecutivamente.

## Notación
La notación para crótalos afinados no dista mucho de la notación para cualquier otro instrumento de altura determinada. Se escribe en clave de Sol, dos octavas por debajo del sonido real (o lo que es lo mismo, suena dos octavas por encima de como se escribe)

## Técnicas de ejecución
Como cualquier instrumento de percusión, la técnica habitual para hacerlos sonar es golpeándolos. Para ello se emplea una baqueta metálica. 
Otra forma de hacerlos sonar es frotarlos con un arco de violín, un recurso también empleado en el vibráfono.